# Leidsche Maatschappij van Weldadigheid
De Leidsche Maatschappij van Weldadigheid tot voorkoming van verval tot armoede, tegenwoordig genaamd de Stichting Leidse Maatschappij van Weldadigheid, is een liefdadigheidsorganisatie die sinds 1817 hulp geeft aan Leidenaren in kwetsbare omstandigheden (vroeger aangeduid als minvermogenden).

## Oprichting en organisatie
De Leidsche Maatschappij van Weldadigheid werd opgericht op initiatief van David du Mortier jr. (1757-1818), die optrad als secretaris van het departement Leiden van de Maatschappij 'Tot Nut van 't Algemeen' en op 21 oktober 1817 een circulaire stuurde aan de ingezetenen van Leiden met het voorstel om te komen tot de oprichting van een Maatschappij van Weldadigheid om in ieder geval gedurende de winter ondersteuning in de vorm van vrije huishuur, kleding, levensmiddelen, turf of anderszins te geven aan degenen die dat nodig zouden hebben. Aanleiding tot deze oproep was de hoge nood van duizenden verarmde inwoners in de voorgaande winter. De oorzaak van hun problemen was vaak gelegen in ziekte of overlijden van de kostwinner, vaak door cholera, of door werkloosheid.
De organisatie en werkwijze van de Maatschappij stond al beschreven in de circulaire: er zou een hoofddirectie moeten komen gekozen door en uit de Bijdragers en Medewerkers. De laatsten zouden elk een wijk toegewezen krijgen, waarin zij onderzoek zouden doen naar de behoeftigen en de hoofddirectie daarover zouden adviseren. Afhankelijk van het beschikbare budget zou de hoofdfdirectie een nadere selectie maken, afhankelijk van de aan de Maatschappij beschikbaar staande middelen. Daarbij werd voor een gezin van man, vrouw en vier kinderen gerekend met een benodigd bedrag f 35 voor de zes wintermaanden. Ook zouden er magazijnen worden ingesteld: voor Aardappelen en Grutterswaren, voor Turf, voor Kledingstukken, voor Deksel en Stroo (om op te slapen). Bijdragen konden in geld of in natura worden gegeven, maar uitkeringen zouden alleen in natura worden gedaan, waarbij al dan niet een gedeelte als lening zou kunnen worden aangemerkt.
Hoe de oprichting precies is verlopen is niet bekend, maar blijkens het eerste verslag van de hoofddirectie op 22 april 1818 was sprake van een succesvolle start met 107 begunstigers, 37 medewerkers, en een beschikbaar gekomen budget van f 3590 voor de verstreken wintermaanden. Er waren 131 gezinnen geholpen (in totaal 540 personen), verdeeld over 30 wijken. Ondersteuning kon overigens geen permanent karakter krijgen: er werd in de statuten vastgelegd dat die een tijdelijk karakter moest dragen.
De Maatschappij wilde niet verward worden met de pas later opgerichte landelijk werkende Maatschappij van Weldadigheid. Daarom werd in 1887 aan de naam toegevoegd: ter voorkoming van verval tot armoede. In Leiden kende de Maatschappij een vergelijkbare tijdgenoot, namelijk de Bijzondere Raad Leiden van de Vereeniging van den H. Vincentius van Paulo.

## Werkwijze

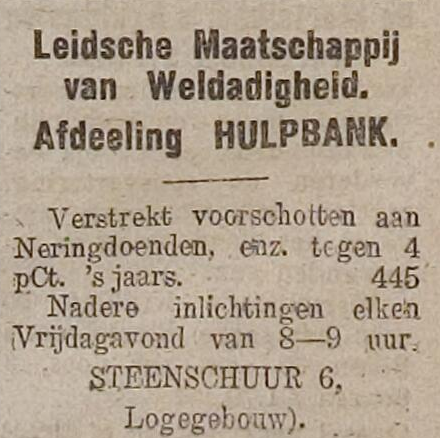
Advertentie van de Hulpbank (1920)

De Maatschappij vatte haar taak breed op: men wilde niet alleen helpen bij nood, maar ook die nood voorkomen. Daarom was er ook aandacht voor scholing, werkgelegenheid en huisvesting. Zo was de Maatschappij betrokken bij de bevordering van het onderwijs door de oprichting van naai- en breischolen, en steunde zij ook de oprichting van en/of het betalen van schoolgelden aan de Kweekschool voor Zeevaart en Mathesis Scientiarum Genitrix.

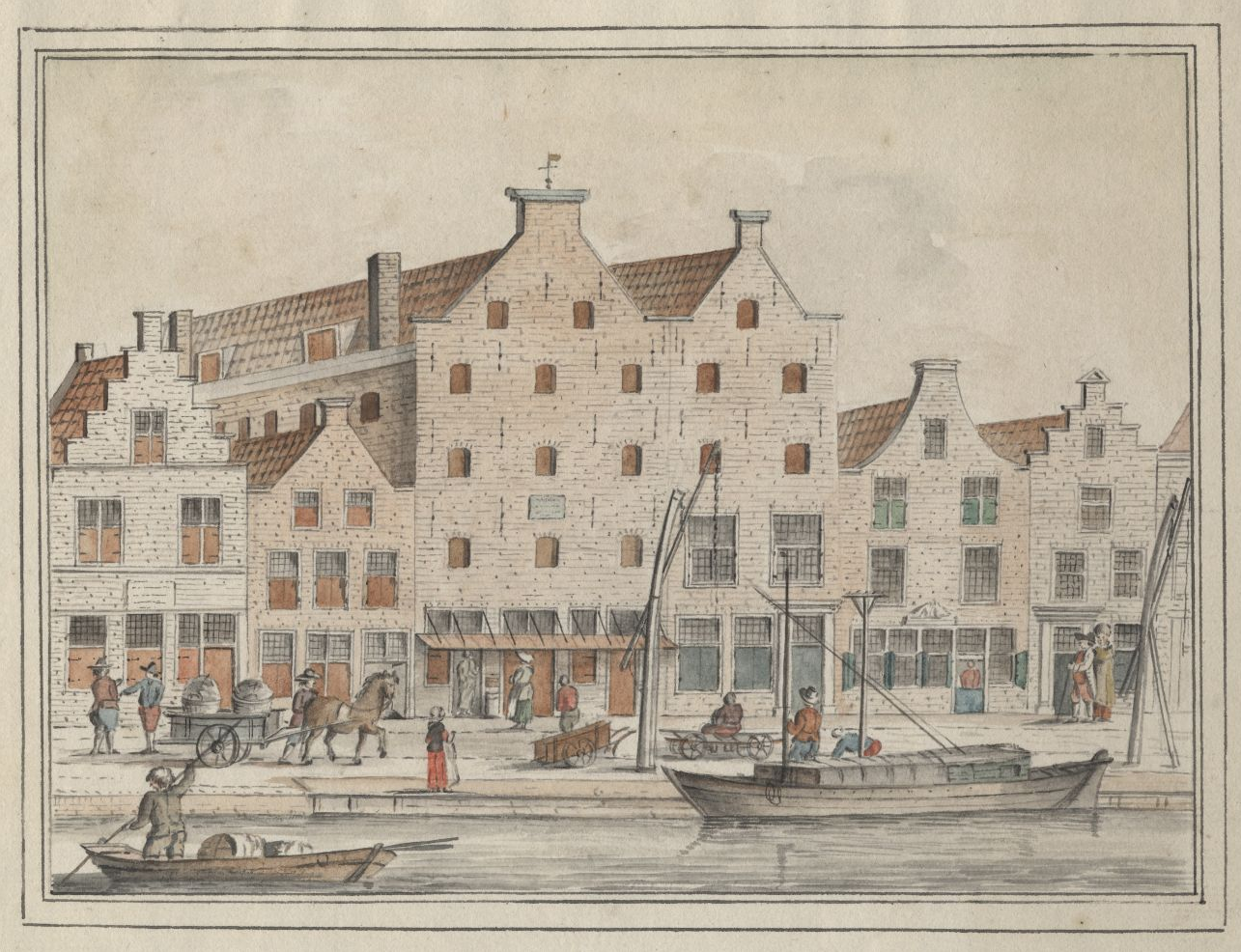
De verstrekking van brood geschiedde door de Armenbakkerij aan de Oude Rijn, onderdeel van het 'Huiszittenhuis' van de Hervormde Diaconie

In de praktijk waren alle voorziene magazijnen niet noodzakelijk doordat bijvoorbeeld de Waalsche en Roomsche Diaconieën bemiddelden bij de verstrekking van turf. Ook was de gemeente bereid om brood door de Armenbakkerij te laten verstrekken. Dat had als bijkomend voordeel, dat die bakkerij al vrijgesteld was van de 'impost op het gemaal' (de accijns op het meel).
In 1835 besloot de Maatschappij over te gaan tot de bouw van een vijftigtal 'geschikte arbeiderswoningen'. De gemeente was bereid de grond aan de Looierstraat op 16 juni 1835 om niet te verstrekken en bovendien werd voor de eerste jaren vrijstelling gekregen van grondbelasting. Voor de financiering wilde men f 25000 aandelenkapitaal uitgeven. Dat lukte niet helemaal, maar uiteindelijk wist men 33 woningen te realiseren voor een bedrag van f 22.112. Ondanks de tegenvallende huuropbrengsten – de huur werd namelijk slecht betaald – overwoog de maatschappij aan de Hoefstraat over te gaan tot het slopen van de daar staande krotten en hiervoor in de plaats goede woningen neer te zetten. Dit plan is toch niet gerealiseerd en het bleef bij de eerste 33 woningen. De afzonderlijke afdeling Arbeiderswoningen werd uiteindelijk opgeheven en in 1859 ondergebracht bij de afdeling Onderstand (onderstand betekent bijstand).
Al snel na de oprichting ging de Maatschappij optreden als werkgever in de textielindustrie. Onder leiding van de afdeling Arbeid begon men met een linnenfabriek. Deze afdeling hield het ondanks allerlei tegenslagen langer vol, maar leverde vooral verlies op. Per 1 januari 1906 staakte men deze activiteit.
In 1861 werd besloten tot het oprichten van de Hulpbank, die tot doel had om leningen te geven aan de 'kleine burgerklasse', waarbij het ging om 'nijvere minvermogenden'. oftewel ambachtslieden die door een lening in de gelegenheid zouden zijn hun brood te verdienen of hun inkomsten te vermeerderen. Het ging nadrukkelijk niet om de reeds als doelgroep bestaande echte 'minvermogenden', want de overtuiging bestond, dat die een lening toch niet zouden terugbetalen. De zeer populaire activiteiten van de Hulpbank werden achtereenvolgens uitgeoefend in de lokalen boven de Waag, in de Leidsche Spaarbank aan de Oude Rijn 56, en vanaf 1891 in het gebouw van de loge aan de Steenschuur.

## Tegenwoordige tijd
De Leidsche Maatschappij van Weldadigheid bestaat nog steeds – nu als de Stichting Leidse Maatschappij van Weldadigheid, waarin opgenomen het Kuiperfonds. De Leidsche Maatschappij van Weldadigheid houdt zich nog steeds bezig met armoedebestrijding in Leiden en levert samen met diverse andere fondsen een financiële en bestuurlijke bijdrage aan onder andere de Stichting Urgente Noden Leiden (SUN Leiden), die als uitvoerende organisatie incidentele hulp biedt aan 'personen in kwetsbare omstandigheden'.